# تصنيف الأمم

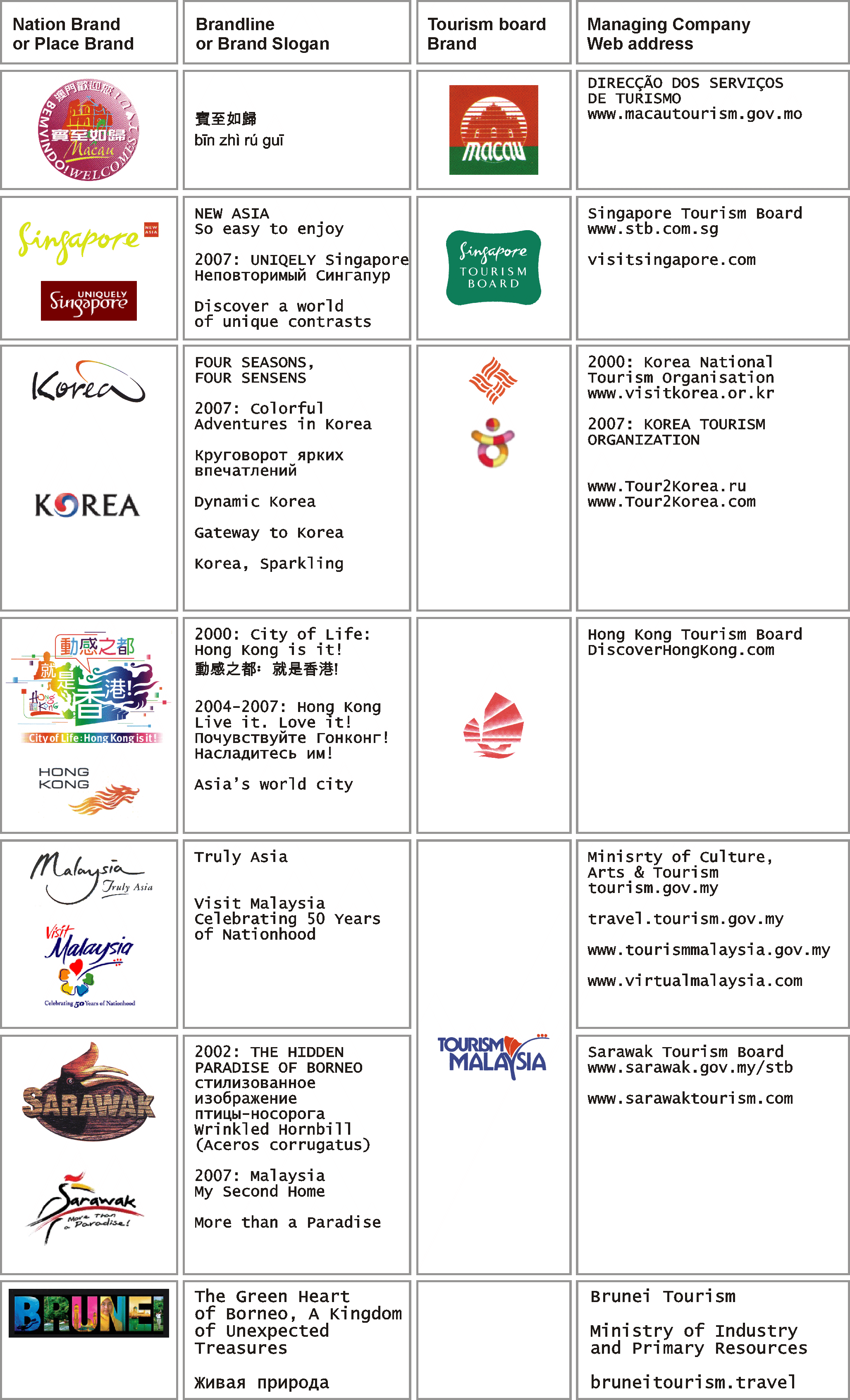

تصنيف الأمم أو بناء الهوية البصرية للأمم هو الحقل النظري والتطبيقي الذي يهدف إلى قياس وبناء وإدارة سمعة البلدان (وثيق الصلة بتصنيف الأماكن). تطبق بعض المقاربات مثل أن الأهمية المتزايدة للقيمة الرمزية للمنتجات تؤدي إلى تأكيد الهوية الخاصة بالبلدان. العلامة التجارية وصورة الدولة القومية والنقل الناجح لهذه الصورة إلى صادراتها لا يقل أهمية عن ما ينتجونه ويبيعونه في الواقع . يُشار إلى ذلك أيضاً بتأثير دولة المنشأ. لا يزال العمل على تطوير هذا المجال قائماً، إذ يحاول الأكاديميون تطوير إطار نظري موحد.
خصص عدد من الحكومات مصادر معينة لمزيد من الحث والتطوير في هذا المجال بغرض تحسين موقع الأمة بين باقي الأمم حيث أن الصورة النمطية لأمة أو دولة ما يؤثر بشكل مباشر في قدرتها على استقطاب السياحة و رؤوس الأموال الاستثمارية، وفي استقطاب الصادرات، وفي جلب الطاقات البشرية المدربة والمبدعة لخلق قوة عمل مميزة، كما لتطوير بنيتها السياسية والثقافية و تأثيرها في العالم.